# Juliane Hund

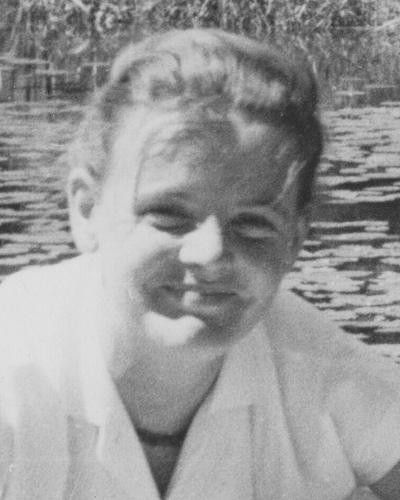
Juliane Hund (Juni 1957)

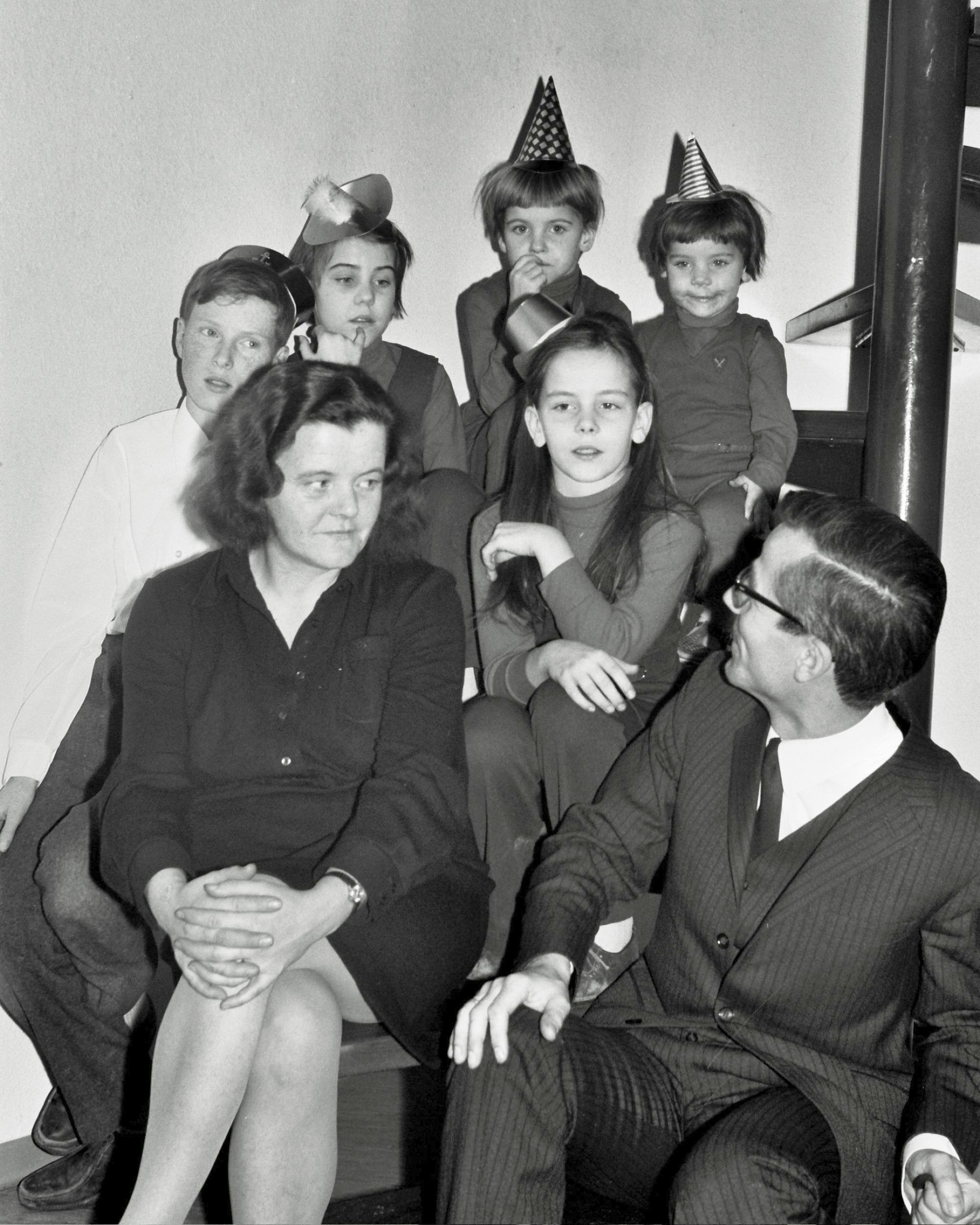
Allart, Juliane, Susanne, Isabel, Barbara, Dorothee und Gerhard (1970)

Juliane Hund geborene Meyer (* 23. September 1928 in Darmstadt; † 9. Dezember 1999 in Leverkusen) war eine deutsche Schachspielerin. Im Fernschach gewann sie zweimal die Deutsche Meisterschaft, die Silbermedaille bei der ersten Schacholympiade der Frauen und 1998 die erste Frauen-Europameisterschaft.

## Beruf und Privates
Juliane Hund wuchs vor Ende des Zweiten Weltkriegs in Königsberg (Preußen) auf, studierte Rechtswissenschaften in Marburg, Lausanne (1952/53) und Frankfurt am Main, wo sie ihr erstes Staatsexamen bestand. In dieser Zeit lernte sie von ihrem Vater in Gießen das Schachspiel. In Frankfurt am Main gründete sie einen Studentenschachklub, wo sie 1955 ihren späteren Mann näher kennenlernte. Im Jahre 1957 heiratete sie den Mathematiker und Schachspieler Gerhard Hund und gründete mit ihm eine weltbekannte deutsche Schachfamilie.
Ihre vier Töchter Susanne van Kempen (geb. Hund, * 1958), Barbara Hund (Großmeisterin der Frauen 1982, * 1959), Isabel Hund (FIDE-Meisterin der Frauen, * 1962) und Dorothee Maiwald (geb. Hund, * 1966) wurden starke Schachspielerinnen. 1961 zog die Familie von Darmstadt nach Leverkusen um, wo sie Allart Meyer (* 1956, † 2006) als Pflegesohn aufnahm, ebenfalls Schachspieler. Großmutter wurde sie im Herbst 1993, zwei Enkelinnen folgten 1998.
Juliane Hund starb am 9. Dezember 1999 in Leverkusen im Alter von 71 Jahren.
Berühmte Vorfahren von ihr sind Johannes Schneidewind und August Wilhelm Reinhart. Auch Lucas Cranach der Ältere ist ein Vorfahre von ihr.

## Leistungen als Schachspielerin

### Nahschach

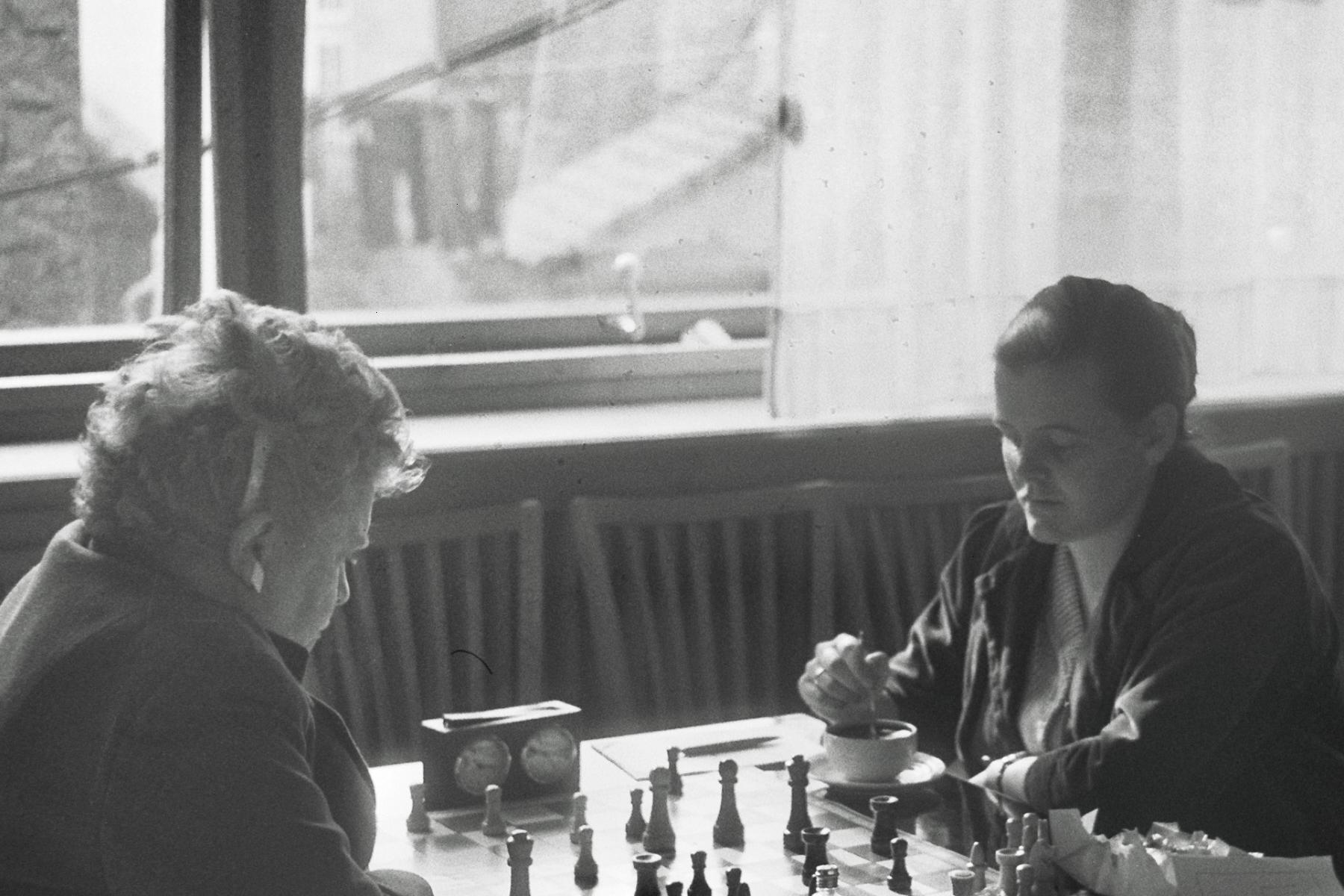
Juliane Hund bei der Deutschen Damenmeisterschaft 1959 in Dahn

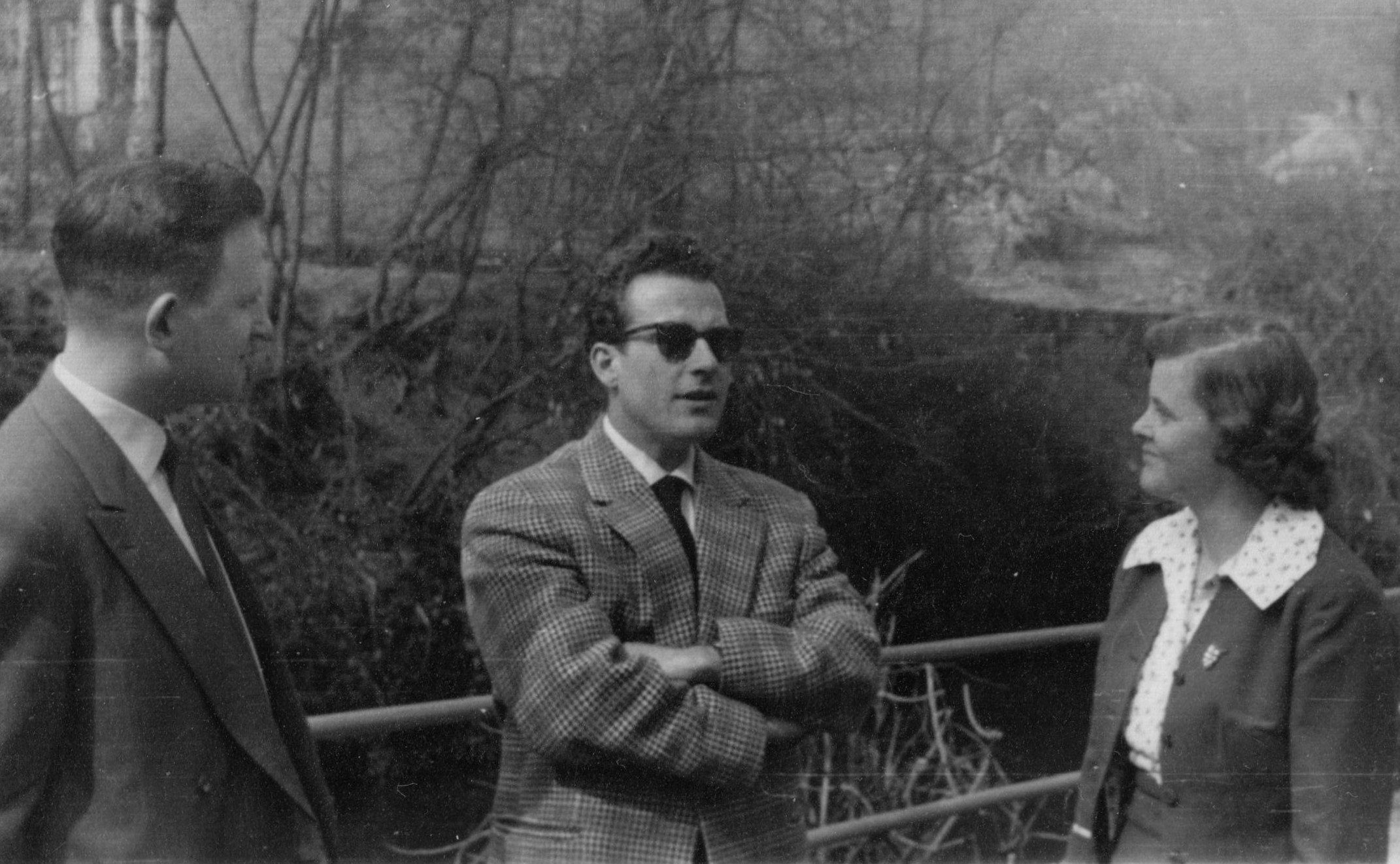
1956 in Bad Kreuznach: Heinz Marcus (deutscher Jugendmeister 1948), Egon Joppen (deutscher Jugendmeister 1943) und Juliane Meyer (spätere Juliane Hund).

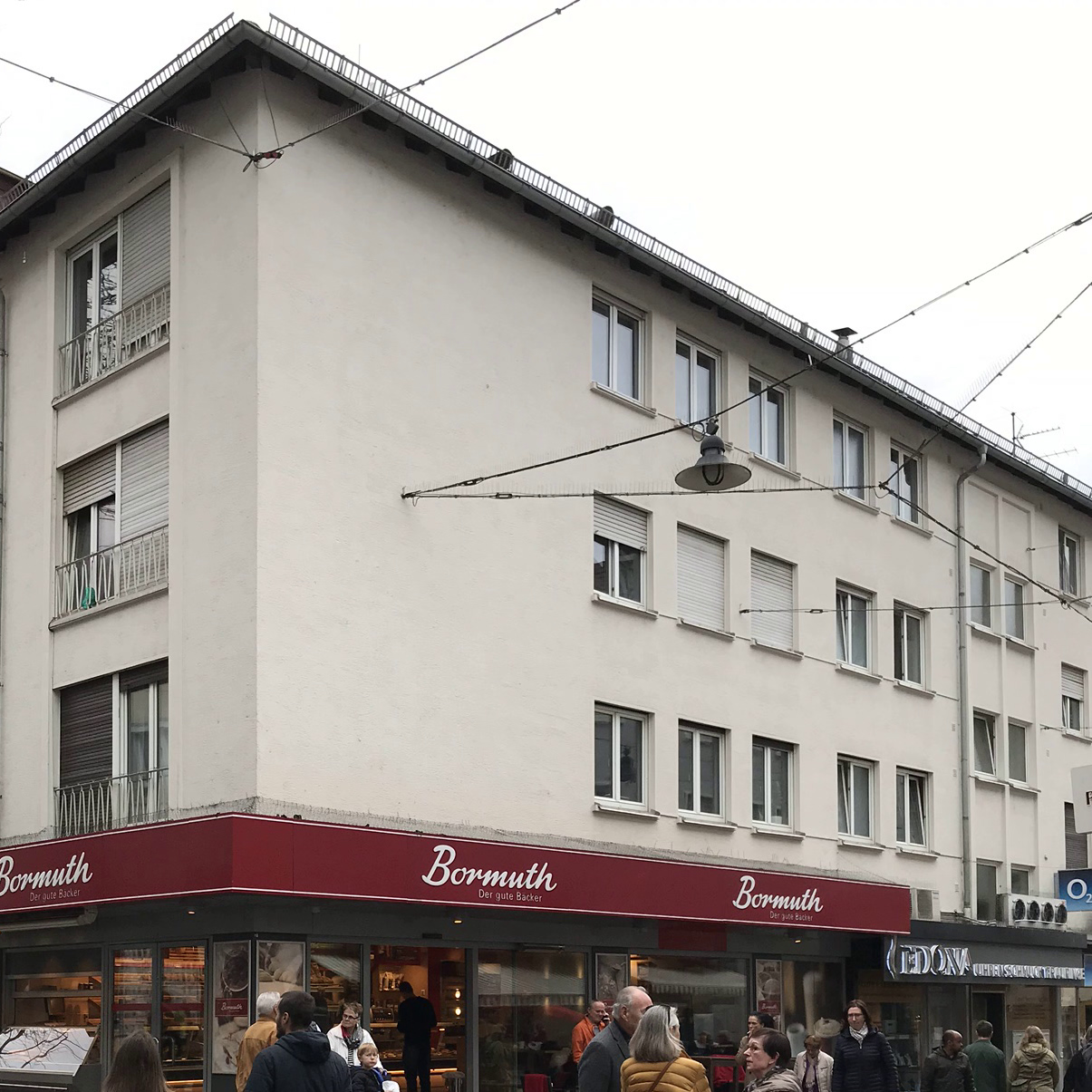
Haus in Darmstadt, wo sie im 2. Stock bis Ende 1961 wohnte.

Neben deutschen Meisterschaften nahm Juliane Hund an vielen internationalen Turnieren teil. Statt Urlaub fuhr sie mit der Familie zu Schachturnieren. Das erste gemeinsame Turnier fand zwischen Weihnachten und Silvester 1973 statt, wozu sie mit fünf Kindern und ihrem Ehemann nach Berlin reiste. Hier traf sie auf den Berliner Internationalen Meister Heinz Lehmann, der ebenfalls am Turnier teilnahm. In der ersten Runde gewann sie gegen Finkenzeller. Es folgten Turniere in Frankreich, der Schweiz, Spanien, Prag, Island und Finnland. Auch besuchte sie die Schacholympiaden in Siegen 1970, Luzern 1982, Thessaloniki 1984 und 1988, Dubai 1986 und Manila 1992.
Im Oktober 1959 gewann Juliane Hund zunächst die Hessenmeisterschaft der Damen, danach wurde sie Zweite bei der Deutschen Meisterschaft 1959 in Dahn hinter Friedl Rinder, 13 Tage vor der Geburt ihrer Tochter Barbara. Sie nahm sehr häufig an Deutschen Damenmeisterschaften teil, wobei sie 1959 in Dahn, 1975 in Zell am Harmersbach und 1981 in Brilon jeweils den zweiten Platz belegte. 1989 gewann sie in Bad Wörishofen die 1. Deutsche
Seniorenmeisterschaft der Frauen.
Beim 6. Thüringer Familien-Schachturnier 1997 in Erfurt gewannen Juliane und Gerhard Hund die Mannschaftswertung. Außerdem spielte sie mehrmals bei Senioren-Weltmeisterschaften, jeweils bei den Männern, zuletzt 1997 in Bad Wildbad.

### Fernschach

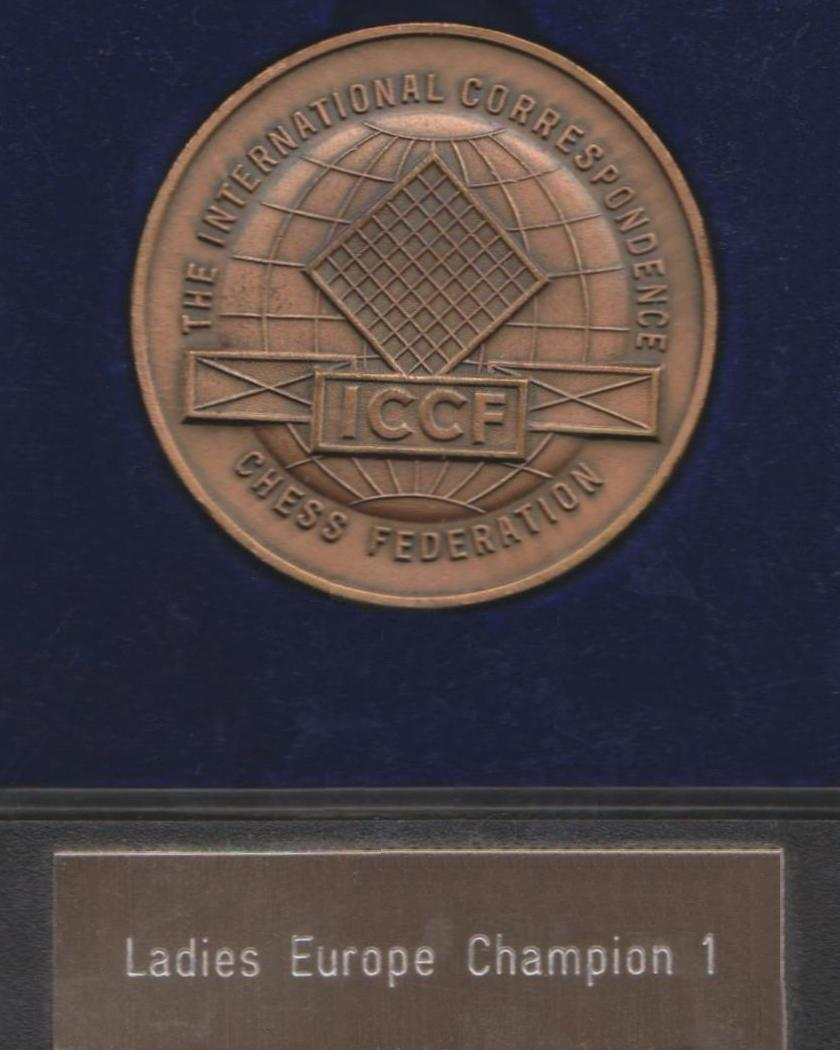
Medaille der ICCF für die Siegerin der 1. Fernschach-Europameisterschaft der Frauen (1998)

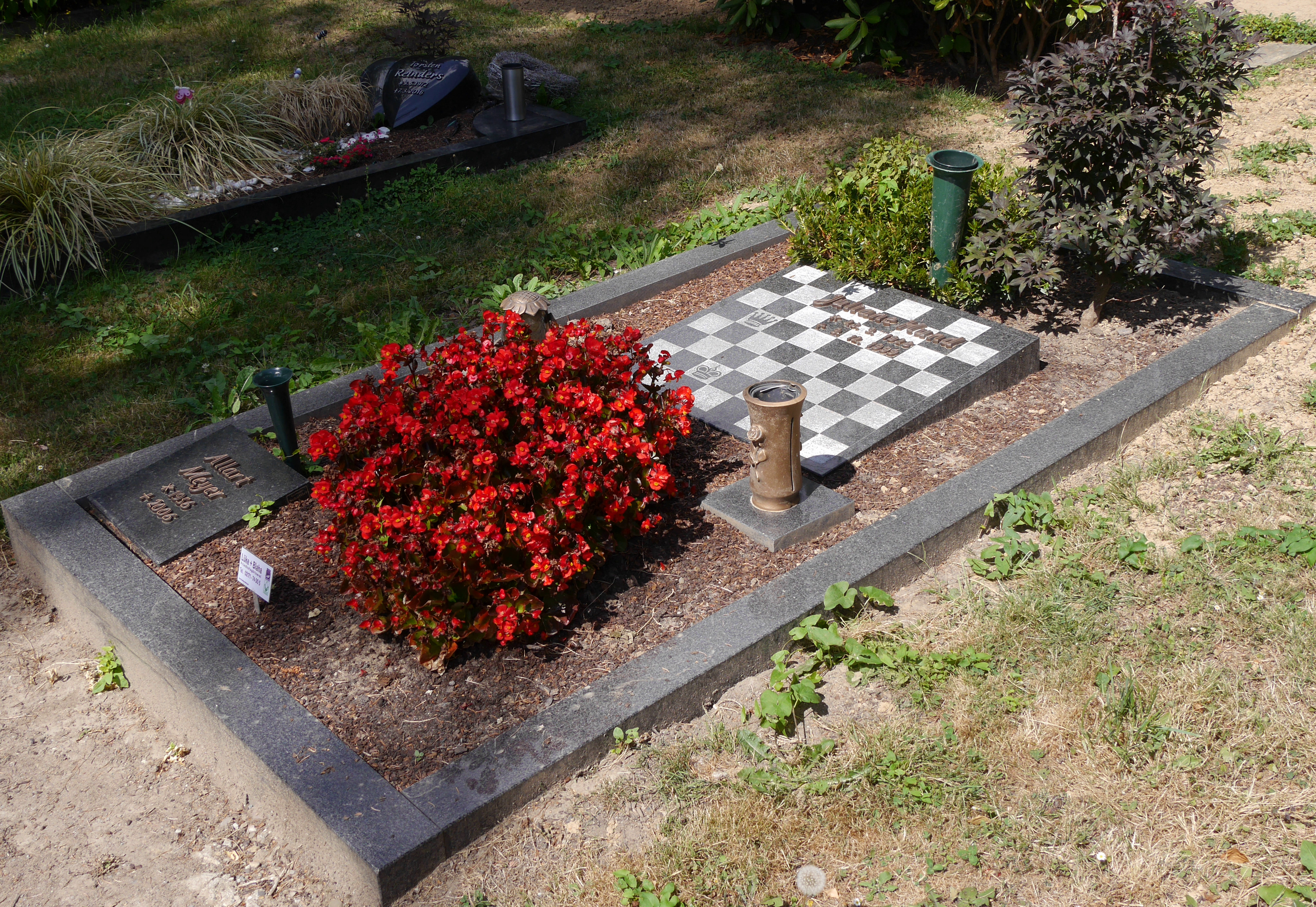
Grabstätte Familie Hund

Wegen der Geburt ihrer Kinder begann sie 1959 mit dem Fernschach. 1964/1967 gewann sie die 5. Deutsche Fernschachmeisterschaft der Damen. Sie qualifizierte sich für das Finale der 1. Fernschach-Weltmeisterschaft der Frauen. Im Finale (1968–1971) erzielte sie 5,5 Punkte aus elf Partien, Weltmeisterin wurde Olga Rubzowa. Mit der Nationalmannschaft (Juliane Hund, Edith Mechelke, Elke Beyer und Rita Heigl) erkämpfte Juliane Hund bei der 1. Fernschacholympiade der Frauen die Silbermedaille. Sie gewann unter anderem gegen Éva Karakas aus Ungarn. Die sowjetische Nationalmannschaft (Olga Rubzowa, Marta Schul, Luba Kristol und Ljudmila Belawenez) errang die Goldmedaille.
Im Jahr 1975 erhielt sie den Titel Internationale Fernschachmeisterin. Als sie im "Männerturnier"
Eino Heilimo Gedenkturnier II (1978–1982) 50 Prozent erreichte, wurde ihr der "Männertitel" Internationaler Fernschachmeister verliehen. Sie gewann unter anderem gegen den früheren Fernschach-Vizeweltmeister Lucius Endzelins (Australien). Diese Partie wurde von Barbara Hund mit Kommentaren veröffentlicht. Das Gedenkturnier gewann GM Duncan Suttles (Kanada).
1979/83 wurde sie zum zweiten Mal deutsche Fernschachmeisterin bei der 11. Deutschen Meisterschaft. Außerdem nahm Juliane Hund an der 21. Deutschen Fernschachmeisterschaft 1987/90 der Männer teil. Zu ihren Erfolgen und internationalen Titeln siehe das 1994 erschienene Heft "20. Deutsche Fernschachmeisterschaft 1985/88 und 21. Deutsche Fernschachmeisterschaft 1987/90".
Im Jahre 1998 gewann Juliane Hund mit (+7 =1 −0) die 1. Frauen-Fernschach-Europameisterschaft, welche (Vor- plus Endrunde) mehr als elf Jahre dauerte. Juliane Hund konnte, nur weil sie die letzte Partie per E-Mail zu Ende spielte, noch rechtzeitig vor ihrem Tod den Titel erringen.

### Jugendarbeit
Juliane Hund gab Schachunterricht an verschiedenen Schulen in Leverkusen und im Schachverein Schachfreunde 1959 Bergisch Neukirchen. Ihre Bergisch Neukirchener Jugend wurde mit einem Jungen und sieben Mädchen Jugend-Mannschaftsmeister 1977 für Achtermannschaften des Schachbezirkes Rhein-Wupper. Außerdem war sie bis kurz vor ihrem Tod Turnierleiterin der Schachjugend im Schachverband Mittelrhein und im Schachbezirk Rhein-Wupper.
Ihre älteste Tochter Susanne war von 1981 bis 1993 Referentin für Mädchenschach bei der Deutschen Schachjugend.

## Werke und sonstiges Engagement
Während ihrer Darmstädter Zeit (1955/61) übersetzte sie ein in Französisch geschriebenes Buch von Pierre Naslin ins Deutsche. Der Titel der deutschen Ausgabe lautet Aufbau und Wirkungsweise von Ziffernrechenautomaten. Außerdem war sie in Leverkusen politisch aktiv und nahm an verschiedenen Weiterbildungen teil.

## Ehrungen
Sie erhielt die Goldenen Ehrennadeln des Schachverbandes Mittelrhein und des Schachbezirkes Rhein-Wupper. Es verliehen ihr der Schachbund Nordrhein-Westfalen 1993 die Ehrenurkunde und der BdF (Deutscher Fernschachbund) 1999 die Goldene Ehrennadel.

## Einzelnachweise

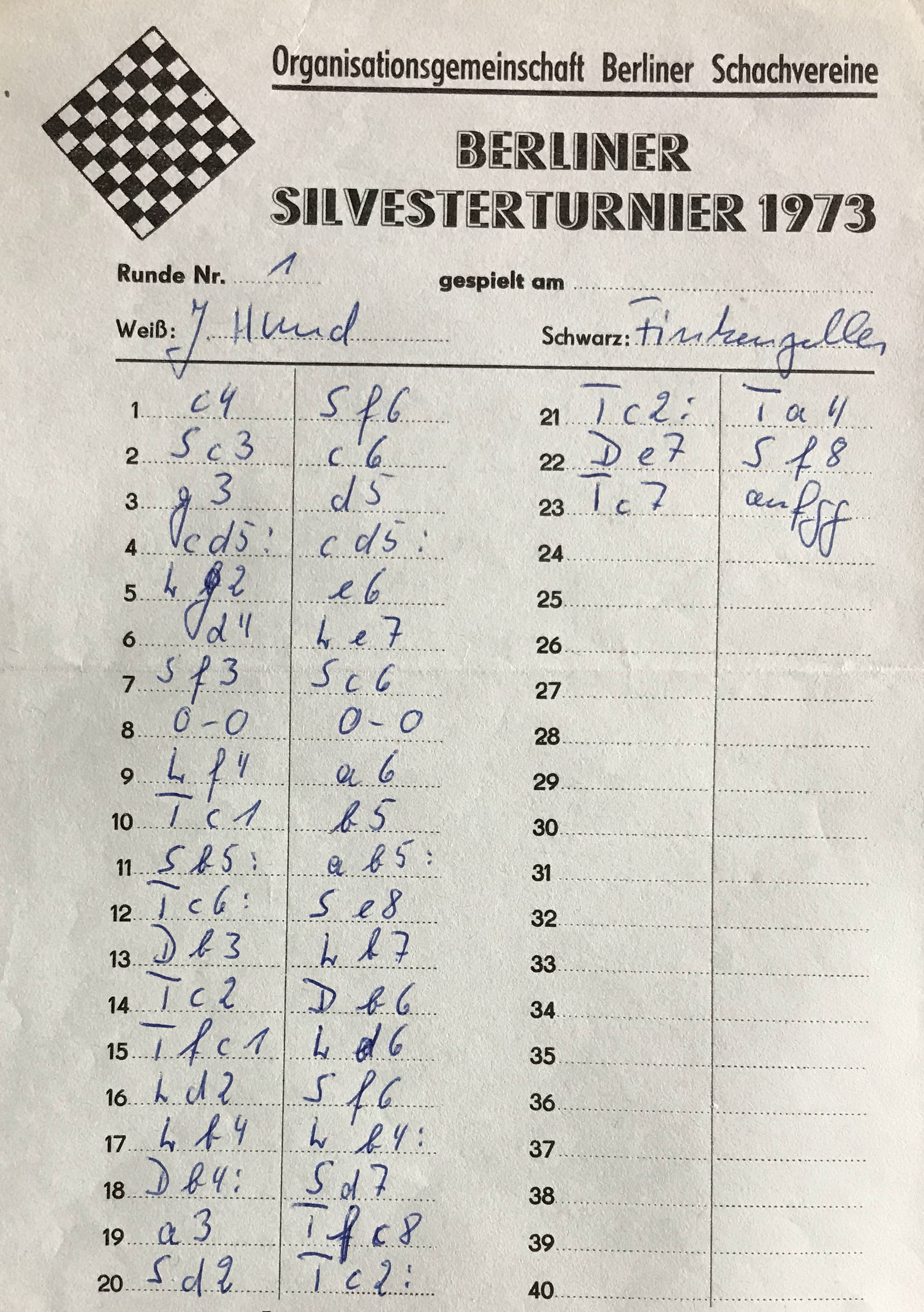
Partie Hund-Finkenzeller, Berlin 1973